# Antonio Bernardi
Pour les articles homonymes, voir Bernardi.
Antonio Bernardi, né en mars 1502 à Mirandola et mort le 19 juin 1565 à Bologne, est un humaniste aristotélicien italien, actif à l'Université de Bologne et à la cour des Farnèse.

## Biographie

### Jeunesse et étude
Antonio Bernardi naît en 1502 dans une famille d'origine milanaise. Il étudie la philosophie à Bologne (à partir de 1517), où il a pour maître Pietro Pomponazzi et Ludovico Boccadiferro. Il obtient son doctorat à Ferrare le 19 septembre 1533, sous la direction de Giovanni Mainardi et Antonio Musa Brasavola. Nommé professeur de logique à l'Université de Bologne en 1533, il enseigne durant les années académiques 1533/34 et 1536/37 et où ses thèses suscitent d'importantes critiques. 

### Carrière
En 1537, il est promu sur la chaire extraordinaire de philosophie, où il commente la Physique (1537/38) puis le traité Du ciel (1538/39). Il fait partie du cercle d'Achille Bocchi. En 1539, il quitte Bologne, en raison d'un "fatto gravissimo" (selon ses propres dires), se réfugie à Rome auprès de Giambattista Campeggi, issu d'une noble famille bolognaise et évêque de Majorque. L'année suivante, Campeggi se retire à Padoue, mais Bernardi choisit de rester à Rome comme hôte de son frère, Alessandro Campeggio. C'est dans la maison privée de ce dernier qu'il commence à tenir des leçons sur la Rhétorique d'Aristote, et attire l'attention de Girolamo Sauri, archevêque de Bari, qui parvient à le faire entrer à son service. Quelques mois plus tard (toujours en 1540), c'est le cardinal Alexandre Farnèse, neveu du pape Paul III, qui l'appelle auprès de lui comme précepteur privé. Entré ainsi dans la cour cardinalice (et papale), Bernardi entame une carrière ecclésiastique et diplomatique prestigieuse. 
En 1541, il est présent à la rencontre de Lucques entre Charles Quint et Paul III, et en 1542 il obtient la citoyenneté de Bologne. En 1544, il est inscrit dans la noblesse de la cité et devient préposé de l'église collégiale de Santa Maria Maggiore de Mirandola. En 1544, il accompagne le cardinal Alexandre Farnèse, nommé legat a latere, dans un voyage en Allemagne. En 1546, Vasari fait son portrait dans le cycle des fresques représentant des notables de la cour de Farnèse dans le Palais de la Chancellerie à Rome. En 1548, il joue un rôle important dans la tentative de réconciliation entre Octave Farnèse et Ferrante Gonzaga.
À Rome, il continue à développer et à défendre sa pensée philosophique, notamment auprès du cardinal Farnèse, qui aimait faire tenir des disputes philosophiques dans sa cour. En 1542, Giacomo Giacomelli (1498-1560), professeur à La Sapienza et évêque de Belcastro, publie un opuscule contre lui (In novam quandam Antonii Mirandulani de praedicamentis opinionem responsio). C'est à cette critique ainsi qu’à d’autres que Antonio Bernardi répond en publiant sa première grande œuvre, l'Institutio in universam logicam. Au cours des premiers mois de 1547, il tient un cycle de leçons au Palais apostolique de Rome. En 1551, il accompagne Alessandro Farnèse dans sa "retraite" à Florence, et tient dans cette ville une dispute littéraire célèbre, qui allait avoir une grande résonance. Après la disgrâce des Farnèse en 1551 (par le pape Jules III), la fidélité de Bernardi est récompensée par sa nomination comme évêque de Caserte (12 février 1552). Il y renonce toutefois deux ans plus tard (1554), mais tout en continuant à utiliser le titre "évêque de Caserta". Entretemps, il poursuit son activité littéraire : en 1553, le jésuite humaniste Antonio Possevino publie un Dialogo dell’honore sous le nom de son frère défunt, Giovan Battista Possevino, mais l'œuvre a en réalité été composée par Antonio Bernardi. De 1557 à 1559, Bernardi réside à Parme, toujours dans la suite du cardinal Farnèse. En 1559, il reçoit l'abbaye de San Andrea di Dovadola, près de Forlì, où il se retire quelque temps. On le retrouve à Rome dans les premiers mois de 1561. Un an plus tard, il publie à Bâle un gros volume de Disputationes, dans lesquelles il traite à nouveau du duel mais adresse aussi un grand nombre de questions philosophiques. 

### Mort
Il meurt à Bologne le 18 ou 19 juin 1565, et l'Accademia degli Storditi lui organise des funérailles solennelles à San Petronio. Sa dépouille est ensuite transférée à Mirandola, où son neveu Giuseppe Bernardi lui fait construire un monument dans l'église de Santa Maria Maggiore.

## Œuvres

### Manuscrits
- Lectiones super secundum librum Posterium Aristotelis (s. XVI), Roma BN, Ms. San Bonaventura 4, 444 f.
- Lectiones in primum librum Ethicorum Aristotelis (Palais Apostolique, Rome, 1547), Vatican, BAV, Ms. Urbinate lat. 1414
- Apologia episcopi Casertensis contra Genuam in primum Physicorum Aristotelis, Bologna, Biblioteca Universitaria, Fondo Aldrovandi, vol. 56, parte 2, ff. 148-162
- Ad Alex. Card. Farnesium commentariolum, Vatican, Archivio Segreto Vaticano, Miscellanea, Arm. II 78 (77), f. 94-118v

### Œuvres imprimées
- Institutio in universam logicam. In eandem commentarius. Apologiae libri VII, Basilae, per Ioannem Hervagium, 1545
- Disputationes. In quibus primum ex professo monomachia (quam singulare certamen Latini, recentiores duellum vocant) philosophicis rationibus astruitur, et mox divina authoritate labefactata penitus evertitur: omnes quoque iniuriarum species declaratur, easque conciliandi et e medio tollendi certissimae rationes traduntur. Deinde vero omnes utriusque philosophiae, tam contemplativae quam activae, loci obscuriores, et ambiguae quaestiones (praesertim de animae immortalitate, et astrologiae iudiciariae divinationibus) aristotelica methodo loculentissime examinantur et explicantur, Basilae, per Henricum Petri et Nicolaum Bryling, 1562
- In tertium librum Rethoricae Aristotelis egregia explicatio. Cui additum est in Aristotelis Rethoricam prooemium universalem, nec non in cap. I et II libri I Rhetoricae Aristotelis expositio, Bononiae, Apud Ioannem Rossium, 1589 (avec de nombreuses rééditions)